# Orthonama cincta
Orthonama cincta là một loài bướm đêm trong họ Geometridae.